# Wu Ding

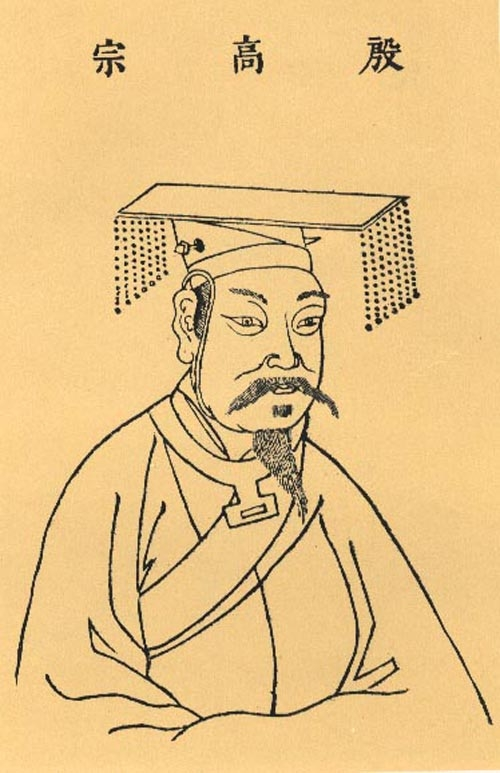
Wu Ding

Wu Ding (Chinees 武丁) was een koning van de Shang-dynastie in het oude China, wiens regering standhield van ongeveer 1250 tot 1192 voor Christus. Volgens de traditionele chronologie bestond zijn regering van 1324 tot 1266 voor Christus.
Wu Ding is de eerste figuur in de geschiedenis van de Chinese dynastieën die bevestigd is door teruggevonden documenten. Van de annalen van de Shang-dynastie die samengesteld zijn door latere historici werd lange tijd gedacht dat ze niet meer waren dan legendes. Dit veranderde in 1899 toen er inscripties op orakelbotten opgegraven werden die dateren uit Wu Dings bewind. Deze orakelbotten zijn gevonden in de ruïnes van zijn toenmalige hoofdstad Yin, in de buurt van het tegenwoordige Anyang.